# Semiothisa indica
Semiothisa indica är en fjärilsart som beskrevs av Butler 1880. Semiothisa indica ingår i släktet Semiothisa och familjen mätare. Inga underarter finns listade i Catalogue of Life.